# José Castro
José Antonio Fernandez Castro, född 4 september 1954 i Eskilstuna, är en svensk skådespelare.

## Biografi
Castro studerade vid Statens scenskola i Malmö 1978–1981. Han filmdebuterade 1980 i Per Oscarssons långfilm Sverige åt svenskarna. Som teaterskådespelare har han varit engagerad vid Regionteatern Blekinge Kronoberg, Fria Proteatern, Malmö stadsteater, Skånska teatern, Riksteatern och Dramaten.[källa behövs]

## Filmografi
- 1980 – Sverige åt svenskarna
- 1986 – Ester – om John Bauers hustru
- 1991 – Ossessione fatale
- 1995 – En nämndemans död (TV-serie)
- 1995 – Hundarna i Riga
- 1999 – Offer och gärningsmän (TV-serie)
- 1999 – Där regnbågen slutar
- 2005 – Kommissionen (TV-serie)

## Teater

### Roller (ej komplett)
| År   | Roll                   | Produktion                                                                                 | Regi                 | Teater                           |
| ---- | ---------------------- | ------------------------------------------------------------------------------------------ | -------------------- | -------------------------------- |
| 1976 | Kyparen                | Den goda människan från Sezuan (Der gute Mensch von Sezuan) Bertolt Brecht och Paul Dessau | Lars Gerhard Norberg | Norrköping-Linköping stadsteater |
| 1977 | Abraham                | Romeo och Julia (The Tragedy of Romeo and Juliet) William Shakespeare                      | Hans Elfvin          | Norrköping-Linköping stadsteater |
| 1982 | Maskinisten            | Den heliga familjen Rudolf Värnlund                                                        | Peter Oskarson       | Skånska Teatern                  |
| 1982 | Holmberg               | Sångare! Rudolf Värnlund                                                                   | Peter Oskarson       | Skånska Teatern                  |
| 1982 | Frans Melin            | Vägen till Kanaan! Rudolf Värnlund                                                         | Peter Oskarson       | Skånska Teatern                  |
| 1985 | Ante                   | Burning Love Fitzgerald Kusz                                                               | Staffan Olzon        | Helsingborgs stadsteater         |
| 1988 |                        | En uppstoppad hund Staffan Göthe                                                           | Magnus Bergquist     | Malmö Stadsteater                |
| 1988 |                        | Det enda rätta (The Real Thing) Tom Stoppard                                               | Arne Strömgren       | Malmö stadsteater                |
| 1990 |                        | Ett dårhus i Goa (A Madhouse in Goa) Martin Sherman                                        | Göran Stangertz      | Malmö stadsteater                |
| 1991 |                        | Mars eller Kärlekens spioner Barbro Smeds                                                  | Katariina Lahti      | Malmö Stadsteater                |
| 2000 | Macduff                | Macbeth William Shakespeare                                                                | Ulla Gottlieb(da)    | Helsingborgs stadsteater         |
| 2000 | Snickare Engstrand     | Gengångare (Gengangere) Henrik Ibsen                                                       | Christian Tomner     | Helsingborgs stadsteater         |
| 2001 | Greve Orsini-Rosenberg | Amadeus Peter Shaffer                                                                      | Göran Stangertz      | Helsingborgs stadsteater         |
| 2001 | Vince                  | Shang-a-lang Catherine Johnson                                                             | Jan Modin            | Helsingborgs stadsteater         |
| 2001 | Martini                | Gökboet (One Flew Over the Cuckoo's Nest) Dale Wasserman                                   | Göran Stangertz      | Helsingborgs stadsteater         |
| 2001 |                        | Tusen och en natt (هزار و یک شب, Hezār-o yek šab) Dominic Cooke(en)                        | Fadil Jaf            | Helsingborgs stadsteater         |
| 2002 |                        | Tolvskillingsoperan (Die Dreigroschenoper) Bertolt Brecht och Kurt Weill                   | Åsa Melldahl         | Östgötateatern                   |